# Синагога Киевской иудейской религиозной общины
Синагога Киевской иудейской религиозной общины (укр. Синагога Київської юдейської релігійної громади), также известная как синагога на Подоле (укр. синагога на Подолі) или Синагога Розенберга (укр. Синагога Розенберга), находится в столице Украины, городе Киеве. Старейшая из действующих ныне киевских синагог.

## История
Синагога была возведена в 1894—1895 годах на средства купца Габриеля-Якова Геселевич Розенберга, которому принадлежали земельный участок и само здание. Архитектор Н. Н. Горденин оформил строение в мавританском стиле. Поскольку строительство синагог в тогдашнем Киеве было затруднено из-за ограниченных прав на проживание в городе иудеев, первоначально Розенберг согласовал у городских властей возведение личного особняка, а затем получил разрешение в губернском правлении на якобы приспособление готового особняка под молельню.
В начале XX века владельцем здания синагоги стал племянник Розенберга — барон Владимир Гинцбург, сын Горация Гинцбурга. На его средства в 1915—1916 годах была проведена реконструкция синагоги с внутренней перепланировкой (архитектор Валериан Рыков).
В советское время синагога на Подоле оставалась действующей до 1929 года, но затем её по распоряжению властей закрыли и передали под районный клуб рабочих-кустарей. Однако по окончании Великой Отечественной войны, в 1945 году, деятельность синагоги была возобновлена. Первым послевоенным раввином стал реб Ицхак Шехтман (1880—1953). После смерти И. Г. Шехтмана киевскую еврейскую общину возглавил Аврум Алтерович Панич (1881—1965).
Согласно данным на 1950-е годы, по большим еврейским праздникам синагогу посещали до 30 тысяч верующих. Долгое время она была единственной действующей синагогой Киева. В 1969 году при ней была оборудована собственная мацепекарня.
В 1990 году раввином синагоги стал Яков Дов Блайх , При синагоге создана иешива. В течение 2001—2003 годов была проведена реконструкция здания с реставрацией фасада согласно архитектурному проекту Николая Гарденина, пристройкой в тылу нового вестибюля и преобразованием молитвенного зала (архитекторы Владимир Хромченков, Аарон Острайхер, инженер Владимир Пинчук). Наиболее ценные детали оформления зала, созданные в 1940-е годы (синагогальный ковчег, живописные вставки), были сохранены; новыми украшениями синагоги стали тематические витражи (художники Евгений Котляр, Елена Котляр) и бронзовая скульптурная композиция «Иерусалимская сфера» (скульптор Франк Майслер). Значительную меценатскую помощь при реконструкции синагоги оказали Эдуард Шифрин и Александр Роднянский. На их же средства в 2000-е годы слева и справа от здания синагоги были возведены два новых корпуса еврейских общественных и просветительских учреждений.